# Carlo Fassi
 (avril 2023).
Si vous disposez d'ouvrages ou d'articles de référence ou si vous connaissez des sites web de qualité traitant du thème abordé ici, merci de compléter l'article en donnant les références utiles à sa vérifiabilité et en les liant à la section « Notes et références ».
Carlo Fassi, né le 20 décembre 1929 à Milan en Italie et mort le 20 mars 1997 à Lausanne en Suisse, est un ancien patineur artistique italien, double champion d'Europe en 1953 et 1954. Il est ensuite devenu l'un des entraîneurs les plus célèbres et les plus influents du monde du patinage artistique.

## Biographie

### Carrière sportive
Pendant sa carrière sportive amateur, Carlo Fassi a dominé le patinage artistique masculin de son pays entre 1942 à 1954 en obtenant dix titres de champion d'Italie.
Sur le plan international, il a remporté cinq médailles européennes dont deux en or en 1953 à Dortmund et en 1954 dans son pays à Bolzano. Il a également remporté une médaille de bronze aux championnats du monde de 1953 à Davos. Il a participé aussi à deux olympiades: aux jeux de 1948 à Saint-Moritz, sa première compétition internationale, et aux jeux de 1952 à Oslo.
Carlo Fassi a patiné parallèlement en patinage de couple avec sa compatriote Grazia Barcellona avec qui il a obtenu dix titres de champion d'Italie entre 1942 à 1954.
Il décide de quitter le patinage amateur en 1954.

### Reconversion
Dès le début de carrière professionnelle, Carlo Fassi décide de devenir entraineur. De 1956 à 1961, il a travaillé au stade olympique de Cortina d'Ampezzo en Italie, où il a été l'entraîneur de l'équipe italienne des championnats du monde. Une de ses premières élèves était la jeune patineuse allemande Christa von Kuczkowski qu'il épouse en 1960. Celle-ci est devenue championne d'Italie l'année suivante et la mère de ses trois enfants: Riccardo, Monika et Lorenzo.
À la suite de l'accident aérien du vol 548 Sabena qui a tué le 15 février 1961 l'ensemble de l'équipe de patinage artistique des États-Unis, se rendant aux championnats du monde à Prague, composée de patineurs et d'entraîneurs. Carlo Fassi a alors déménagé avec sa famille aux États-Unis pour remplacer certains d'entre eux, et y devient rapidement un entraîneur de renommée internationale. Il a fondé d'abord à la célèbre "Broadmoor Arena" à Colorado Springs, puis après un passage à Denver, il retourne à Colorado Springs au début des années 1980. Après un bref retour en Italie, il termine sa carrière d'entraineur au "Ice Castle" à Lake Arrowhead en Californie.
Parmi ses élèves les plus connus, on peut citer : Peggy Fleming, Dorothy Hamill, John Curry, Robin Cousins et Jill Trenary. Scott Hamilton et Paul Wylie ont également été entrainés par Carlo Fassi au début de leurs carrières. Des patineurs venant de partout dans le monde sont venus s'entrainer avec lui, donnant à ses séances d'entrainement une atmosphère fortement cosmopolite et internationale. Sa popularité en Amérique du Nord était telle que Charles Monroe Schulz, auteur de bandes dessinées, l'a utilisé comme l'alter ego de Snoopy pour être un entraîneur de patinage artistique.
Il meurt d'une crise cardiaque lors des championnats du monde de 1997 à Lausanne à l'âge de 66 ans, alors qu'il était l'entraineur de la patineuse américaine Nicole Bobek.
En plus d'avoir été un excellent entraîneur technique, Carlo Fassi avait la réputation d'être un maître dans les tractations politiques du petit monde du patinage artistique. Après son décès, la patineuse américaine Linda Fratianne et son entraîneur Frank Carroll ont allégué que Carlo Fassi avait conspiré pour "voler" Linda Fratianne de la médaille d'or aux Jeux olympiques d'hiver de 1980 à Lake Placid. Ils l'accusent d'avoir orchestré un accord avec les juges du bloc de l'Est de l'Europe, afin d'échanger des votes au profit de son propre élève britannique Robin Cousins, dans la compétition masculine, avec ceux de l'allemande de l'est Anett Pötzsch participant à l'épreuve des dames. D'un autre avis, Sonia Bianchetti, arbitre de la compétition masculine à ces Jeux olympiques, a totalement nié que le jugement des deux compétitions ait été erroné, et a souligné que seulement deux des neuf juges de la compétition féminine donnant la victoire à Anett Pötzsch étaient des juges du bloc de l'Est. Bien que les machinations de Carlo Fassi ne soit pas prouvées, ces allégations sont révélatrices de ses influences dans le monde du patinage artistique mondial.[réf. nécessaire]

## Palmarès
| Compétitions en individuel                                                               | 1942 | 1943 | 1944 | 1945 | 1946 | 1947 | 1948 | 1949 | 1950 | 1951 | 1952 | 1953 | 1954 |  |
| ---------------------------------------------------------------------------------------- | ---- | ---- | ---- | ---- | ---- | ---- | ---- | ---- | ---- | ---- | ---- | ---- | ---- |  |
| Jeux olympiques d'hiver                                                                  |      |      | JA   |      |      |      | 15e  |      |      |      | 6e   |      |      |  |
| Championnats du monde                                                                    | CA   | CA   | CA   | CA   | CA   |      |      | 8e   | F    | 6e   | 6e   | 3e   | F    |  |
| Championnats d’Europe                                                                    | CA   | CA   | CA   | CA   | CA   |      |      | 4e   | 3e   | 3e   | 2e   | 1er  | 1er  |  |
| Championnats d'Italie                                                                    | 1er  | 1er  | CA   | CA   | 1er  | 1er  | 1er  | 1er  | 1er  | 1er  | 1er  | 1er  | 1er  |  |
|                                                                                          |      |      |      |      |      |      |      |      |      |      |      |      |      |  |
| Compétitions en couple                                                                   | 1942 | 1943 | 1944 | 1945 | 1946 | 1947 | 1948 | 1949 | 1950 | 1951 | 1952 | 1953 | 1954 |  |
| Jeux olympiques d'hiver                                                                  |      |      | JA   |      |      |      | 13e  |      |      |      |      |      |      |  |
| Championnats du monde                                                                    | CA   | CA   | CA   | CA   | CA   |      |      |      |      |      |      |      |      |  |
| Championnats d’Europe                                                                    | CA   | CA   | CA   | CA   | CA   |      |      | 9e   |      |      |      |      |      |  |
| Championnats d'Italie                                                                    | 1er  | 1er  | CA   | CA   | 1er  | 1er  | 1er  | 1er  | 1er  | 1er  | 1er  | 1er  | 1er  |  |
| Légende : F = Forfait ; JA = Jeux olympiques d'hiver annulés ; CA = Championnats annulés |      |      |      |      |      |      |      |      |      |      |      |      |      |  |